# École nationale supérieure des arts décoratifs
L'École nationale supérieure des arts décoratifs (ENSAD) és una universitat de París. L'escola està especialitzada en art i disseny i es va fundar als segles XVIII i XIX.
L'escola és membre de la Universitat PSL. En aquest context participa en el curs de doctorat SACRe (Ciències, Arts, Creació, Recerca) l'ambició del qual és reunir artistes, creadors i científics.

## Graduats famosos
- Kader Attia, un artista francès d'origen algerià
- Louis Cane, un artista pintor i escultor francès
- Hervé Loilier, un pintor francès contemporani
- Catherine Meurisse, una dibuixant de còmics, il·lustradora i guionista francesa
- Michel Ocelot, un escriptor, dissenyador, artista de guió gràfic i director francès